# Clignotement

Effet de clignotement

Un clignotement est l'émission d'un signal lumineux de façon périodique et selon une fréquence régulière simple.

## Étymologie
Le clignotement est historiquement lié à la fermeture et l'ouverture rapide des paupières, qui indique alors une gêne, une émotion, ou un signe d'intelligence.

## Applications modernes
Le clignotement peut être destiné à attirer l'attention, à signaler une fonction particulière, ou simplement pour un but purement esthétique (ex. les guirlandes électriques). 
Dans le premier cas la méthode pour attirer l'attention est de rendre facilement repérable l'élément qui clignote parmi un ensemble de points lumineux, comme c'est le cas pour un curseur en informatique, une enseigne publicitaire, un gyrophare ou un phare. La particularité d'un signal discontinu est d'obtenir une puissance d'autant plus importante que l'état « ON » est bref ; le principe est celui d'un flash photographique, et la finalité d'attirer l'attention est ainsi amplifiée.
Sur les véhicules automobiles, le clignotement d'un clignotant, feu orange, avertit d'un changement imminent de la trajectoire du véhicule. Les feux de chantier sont également clignotants pour attirer l'attention sur le danger.
Le clignotement peut être une indication de désynchronisation : par exemple certains vieux systèmes de couplage manuel d'un alternateur au réseau électrique utilisaient des ampoules qui, lorsqu'elles clignotaient, indiquaient une discordance entre la fréquence réseau et la fréquence de l'alternateur ; lorsque l'opérateur parvenait à éteindre les ampoules, l'alternateur pouvait être raccordé au réseau.
Par extension, le clignotement d'une image sur un écran à une fréquence supérieure à celle décelée par l'œil permet de créer une impression de mouvement : c'est le principe du cinéma. L'électronique moderne permet dans certains systèmes de synchroniser le clignotement des images avec des lunettes à cristaux liquides, de manière à reconstituer une impression de relief.
Le clignotement peut également servir à des fins de comparaison, par exemple en photographie : ex. avec le comparateur à clignotement.